# Gabriele V di Alessandria
Papa Gabriele V (in arabo egiziano غبريال الخامس; Egitto, ... – Egitto, 3 gennaio 1427) è stato l'88º Papa della Chiesa ortodossa copta.
Gabriele (battezzato come Rafał) fu prima un funzionario, poi un monaco nel monastero di San Samuele a Kalamun vicino al Fayum. Fu un igumeno presso la chiesa di al-Muallaka al Cairo. Nel 1409 fu eletto patriarca dei copti, su indicazione del suo predecessore Matteo I. Il suo papato coincise con il periodo di persecuzione dei cristiani da parte dei mamelucchi. 
Gabriele V riformò il rito copto in risposta alla riforma del rito romano di papa Pio V e gli diede un'impostazione che è ancora valida oggi. Il suo papato finì nel 1427.